# Fórum de Teodósio

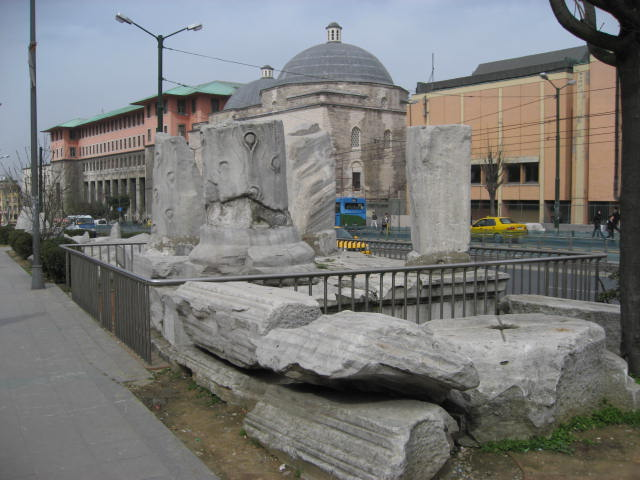
Restos do fórum no que é hoje a Praça Beyazit

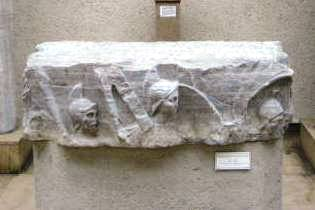
Fragmento de mármore da coluna monumental dedicada ao imperador Teodósio I

O Forum de Teodósio (em latim: Forum Theodosius; em grego: Φόρος τοῦ Θεοδόσιος; romaniz.: Fóros toú Theodósios), também conhecido como Fórum do Touro (em latim: Forum Tauri) foi uma praça pública (em latim: forum) erigida no século IV em Constantinopla (agora Istambul); Atualmente corresponde a praça Beyazit. Situava-se ao longo da Mese, a principal via da cidade, e estava a c. de 500 metros do Fórum de Constantino. Foi originalmente construído pelo imperador Constantino (r. 306-337), que o nomeou Fórum do Touro, mas a partir de 384 foi reconstruído pelo imperador Teodósio I (r. 378-395) aos moldes do Fórum de Trajano, em Roma, o que lhe rendeu uma renomeação, em 393, para Fórum de Teodósio. Durante o reinado do imperador Constantino V (r. 741-775) tornou-se um mercado de gado.

## Coluna de Teodósio
No meio do fórum existia uma coluna triunfal erguida em honra do imperador Teodósio I. Esta possuía um talhado com relevos representando a vitória deste sobre os bárbaros, enquanto que no topo da mesma se encontrava, precisamente, uma estátua do próprio imperador. Uma escada interna em espiral permite aos visitantes alcançar o alto da coluna, onde um estilita vivia a finais do período bizantino médio. A coluna permaneceu em pé até finais do século XV, enquanto que algumas peças acabariam por ser reutilizadas para a construção das Termas de Patrona Halil.

## Basílica
As escavações nas trincheiras das fundações da Faculdade de Letras e Ciências da Universidade de Istambul puseram a descoberto os restos de três basílicas. Desconhecem-se as suas identidades e os seus nomes, e por isso, são apelidadas de Basílicas «A», «B» e «C».
A Basílica A é a única da época de Justiniano (527-565) cuja planta é conhecida. Tem várias características distintivas. O seu espaço central era quase uma praça, com dois pátios laterais. O nártex do lado ocidental conecta com os pátios. Os intervalos entre as colunas separando as naves da basílica estão fechadas por blocos de balaustrada. Os capitéis lembram os de Hagia Sofia, também construídos na época de Justiniano. O grande púlpito (ambos) encontrado na Basílica A é o único que sobrevive de princípios do Império Bizantino e conserva-se no jardim de Santa Sofia.

## Arco de triunfo

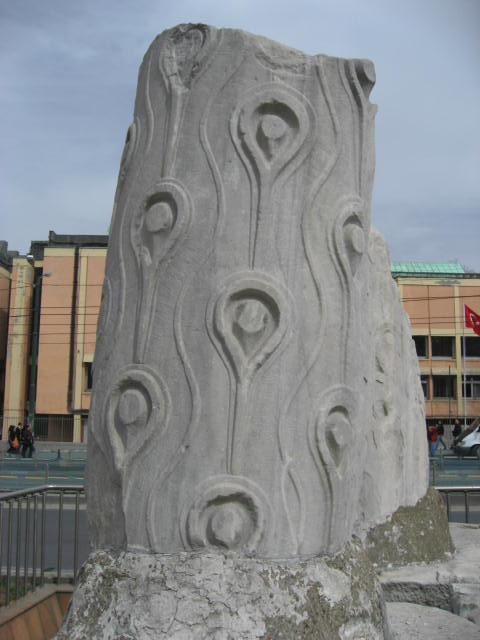
Restos de uma das colunas de pavão real do arco de triunfo.

Um arco de triunfo de mármore se construiu na parte ocidental do fórum, com mármore da ilha de Mármara. O arco de triunfo tem um trecho abobadado com três passagens. O arco central dos três era mais largo e alto que os outros e ladeado por pilastras de quatro colunas talhadas em forma de garrotes Hércules agarrados por um punho. Construído para imitar os arcos de triunfo da própria Roma, no alto havia uma estátua central de Teodósio ladeada por estátuas de seus filhos Arcádio e Honório.
Hoje a principal rua começa na Praça de Santa Sofia e vai rumo ao oeste junto, basicamente, da mesma rota que a antiga rodovia de Mese, que formava a principal artéria da cidade antiga. O Mese, passando através do arco triunfal de Teodósio, segue rumo à Trácia e chega até a península balcánica. O arco do triunfo e os edifícios antigos ao redor (que possivelmente pertencem às ruínas sobreviventes na zona) foram destruídos com resultado de invasões, terremotos e outros desastres naturais desde o século V em diante, e foram assim completamente destruídos muito antes que os turcos otomanos tomassem a cidade em 1453.